# 普罗斯佩克特 (肯塔基州)
普罗斯佩克特（英語：Prospect），是美国肯塔基州的一座城市。建立于1974年，面积约为10.1平方公里（3.9平方英里）。根据2010年美国人口普查，该市的人口为4,698人。